# Hypaedalea lobipennis
Hypaedalea lobipennis là một loài bướm đêm thuộc họ Sphingidae. Nó được tìm thấy ở West Africa, bao gồm Cameroon và Uganda.
Chiều dài cánh trước khoảng 22 mm.